# Bourrée fantasque

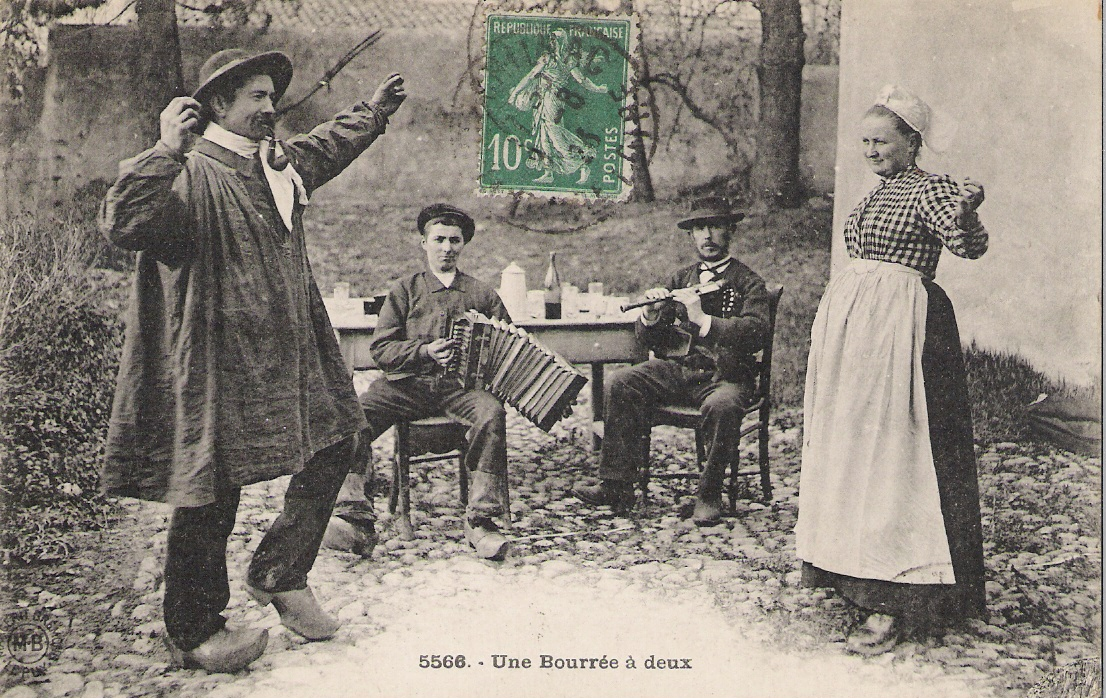
Bourrée dansas i Auvergne, tidigt 1900-tal

Bourrée fantasque är ett musikstycke för solopiano av Emmanuel Chabrier (1841–1894). Det är det sista verket som publicerades medan han ännu levde.

## Bakgrund
"Bourrée fantasque" är tillägnat pianisten Édouard Risler (1873–1929), vilken dock inte spelade stycket offentligt förrän efter kompositörens död.
Det skrevs av Chabrier år 1891, efter ett besök i hans barndoms Auvergne, och när hans hälsa var på upphällningen. Enligt Alfred Cortot är det "ett av de mest spännande och originella verken i fransk pianomusik". Till skillnad från mycket annan musik, dittills skriven för piano, behandlas instrumentet nästan som en orkester och "förebådar på så sätt en teknik för piano som introducerades av Ravel och Debussy".

## Musiken
I ett brev till Risler daterat 12 maj 1891, skrev Chabrier, "Jag har skrivit ett litet pianostycke till dig som jag finner roande, och i vilket jag räknat till ungefär 113 olika harmonier. Låt oss se hur du kan få det att lysa! Stycket är tänkt att vara både briljant och en aning tokigt!".
Om "Bourrée fantasque" ansåg Charles Koechlin att Chabrier var en föregångar till flera moderna franska kompositörer genom sin djärva teknik, användningen av vissa ackordföljder och utnyttjandet av modalitet, på ett sätt som aldrig verkar konstlat eller efterapande utan är ett naturligt poetiskt uttryck.

## Orkestrering
Chabrier påbörjade en orkestrering av pianostycket, men den blev aldrig fullbordad. Han efterlämnade 16 sidor partitur, motsvarande ungefär en tredjedel av verket, med alla tempi och anvisningar för utförandet noggrant markerade.